# Střední škola Bohumín
Střední škola, Bohumín, příspěvková organizace, je jedinou střední odbornou školou v Bohumíně. Jedná se o veřejnou střední školu, jejím zřizovatelem je Moravskoslezský kraj.

## Historie odborného školství v Bohumíně
Hlavní budova dnešní školy je bývalou klášterní školou Kongregace školských sester de Notre Dame. Cílem řádu bylo poskytovat kvalitní vzdělání a náboženskou výchovu zejména pro chudé dívky. Záměr výstavby schválil vratislavský arcibiskup Georg von Kopp, pozemek byl získán od hraběte Jindřicha Larisch-Mönnicha II. za 33 tisíc. Plány budovy vypracoval stavitel Josef Berger, samotná stavba započala 19. března 1900 a kolaudace proběhla již za půl roku. V budově působila nejprve školka a dívčí obecná škola, o tři roky později přibyla německá tříletá měšťanská škola pro dívky.
Budova se postupně rozrostla o pravé křídlo s tělocvičnou. V roce 1928 byla zřízena hospodyňská škola pro ženy a rodinná škola. S příchodem nacistů byly sestry nuceny budovu opustit a ta sloužila jako tábor pro německé navrátilce z Bulharska, Ukrajiny a Volyně. Na sklonku války byla v budově zřízena provizorní nemocnice a ubytovna pro potřebné.
Po roce 1948 byla budova z příkazu místního Národního výboru vyklizena, sestry byly eskortovány na vlakové nádraží. Do budovy se přestěhovala učňovská škola s internátem, která do té doby vlastní budovu neměla.
Nabídka oborů se v průběhu následujících desetiletí proměnila - v prvních poválečných letech se vyučovaly především technické obory - valcíř, tavič, slévač - pro tehdejší Bohumínské železárny Gustava Klimenta. K pozdějším strojním, elektrotechnickým a chemickým oborům přibyly obory službové (chemička prádelen a čistíren, prodavačka potravinářského zboží, obuvník, knihař, čalouník, truhlář, sklenář, brusič skla, kadeřnice, krejčí, kuchař, malířka skla a keramiky). Vedle toho působilo v Bohumíně ještě Střední odborné učiliště strojírenské. Ke sloučení obou škol došlo v roce 1997, ředitelem školy se stal Ing. Tibor Smetana.

## Současnost
V současné době škola nabízí obory středního vzdělání s výučním listem, či maturitní zkouškou v denní, dálkové i zkrácené formě vzdělávání, s nástavbovým studiem a nabídkou dalšího vzdělávání v rámci celoživotního učení. K 30. 9. 2018 má škola 503 žáků, kteří se vzdělávají ve dvou maturitních oborech (Provoz a ekonomika dopravy, Sociální činnost), sedmi učebních oborech (Strojní mechanik, Obráběč kovů, Mechanik opravář motorových vozidel, Elektrikář, Kuchař - číšník, Kadeřník, Provozní služby), jednom oboru nástavbovém (Podnikání) a v dálkové formě učebního oboru Obráběč kovů.
Součástí školy jsou dílny pro výuku technických oborů, pracoviště pro odbornou výuku kadeřníků poskytující služby i pro veřejnost, Restaurace a kavárna Na Náměstí T. G. Masaryka v Bohumíně, která slouží také ke školnímu stravování. Škola disponuje kmenovými i odbornými učebnami (výtvarná výchova, hudební výchova, výpočetní technika, elektrická měření, jazykové učebny, cvičná kuchyně apod.). K relaxačním aktivitám žáků slouží klidové a relaxační zóny v obou budovách teorie, tělocvičny využívané i pro mimoškolní činnost organizovanou nejen Školním sportovním klubem, posilovna, tenisové kurty, školní zahrada, školní dvůr a crossfitová tělocvična.
Ředitelkou školy je od ledna 2015 Ing. Liběna Orságová.

## Nejnovější úspěchy žáků
- Koruna kreativity 2017 - 3. místo v kategorii "Foukaná barevná extravagance" - Adéla Parčiová
- Mezinárodní řemeslné hry 2017 - 1. místo v kategorii "Elektrotechnik" - Ondřej Šiket
- Koruna kreativity Junior 2018 - 1. místo v kategorii "Pánský střih a styling" - Kristýna Blachová
- Koruna kreativity Junior 2018 - 3. místo v kategorii "Dámský společenský účes" - Natálie Vašíčková
- Beauty Cup Domažlice 2018 - 3. místo v kategorii "Pánský střih a styling" - Natálie Kočendová
- Beauty Cup Domažlice 2018 - 2. místo v kategorii - "Dámský střih a styling" - Matěj Novák
- Mezinárodní řemeslné hry 2018 - 3. místo v kategorii "Elektrikář" - Michal Lodňan
- Olima Cup 2018 - 1. místo v kategorii "Kuchař-senior" - Adam Koškovský[5]
- Svatomartinská husa 2018 - Frenštát pod Radhoštěm - 1. místo - Lucie Palová, Henrieta Gebková[6]
- Koruna kreativity 2019 - 1. místo v kategorii "Pánský střih a styling" - Kristýna Blachová
- Koruna kreativity 2019 - 3. místo v kategorii "Pánský střih a styling" - Viktor Nešporek
- Koruna kreativity 2019 - 1. místo v kategorii "Dámský střih a styling" - Dominik Podgorný
- Koruna kreativity 2019 - Mimořádná cena poroty za dva nejlepší outfity soutěže - Kristýna Blachová, Dominik Podgorný
- Gastro Kroměříž 2019 - Kuchař Junior - stříbrné pásmo - Natálie Zámečníková

## Známí absolventi školy
- zpěvačka Věra Špinarová[7]
- fotbalista Pavel Srniček[7]
- fotograf Petr Piechowicz
- stolní tenista Miroslav Schenk
- atletický vícebojař Petr Dyszkiewicz
- spisovatelka Eva Dömény